# Raffaele Crovi
Œuvres principales
Fuori dal paradiso
La valle dei cavalieri
Raffaele Crovi, né le 18 avril 1934 à Paderno Dugnano et mort le 30 août 2007 à Milan en Italie, est un journaliste, critique littéraire et écrivain italien. Il est un représentant de la quatrième génération de la Ligne lombarde.

## Œuvre
Poésie
- Serenità di lacrime, éd. M. Gastaldi, 1951
- La casa dell'infanzia, éd. Schwarz, 1956
- L'inverno, éd. S. Sciascia, 1959
- Fariseo e pubblicano, éditions Mondadori, 1968
- Elogio del disertore, éd. Mondadori, 1973
- L'utopia del Natale (1974-1979), éd. Rusconi, 1982
- Pianeta terra, éd. Marsilio, 1999

Romans
- Carnevale a Milano, éditions Feltrinelli, 1959
- Il franco tiratore, éditions Rizzoli, 1968
- La corsa del topo, éditions Mondadori, 1970
- Il mondo nudo, éditions Einaudi, 1975
- Fuori dal paradiso, 1982 – prix Grinzane Cavour 1983
- Ladro di ferragosto, éd. Frassinelli, 1984
- La valle dei cavalieri, éd. Mondadori, 1993 – prix Campiello 1993
- L'indagine di via Rapallo, dessins originaux de Max Casalini, éd. Piemme, 1996
- Il lungo viaggio di Vittorini : une biografia critica, éd. Marsilio, 1998
- Amore di domenica, éd. Marsilio, 1999
- La vita sopravvissuta, éd. Einaudi, 2007

Récits et essais
- Le parole del padre : una storia, éd. Rusconi, 1990
- Appennino : avventure in un paesaggio, éd. Mondadori, 2003
- Dialogo con la poesia, éd. Ares, 2005
- Giornalista involontario, éd. Aliberti, 2005
- Diario del Sud, préface de Vincenzo Guarracino, éd. Manni, 2005
- Storie di letteratura, storia, scienza, préface de Milvia Maria Cappellini, éd. Passigli, 2005